# Begonia bonus-henricus
Begonia bonus-henricus é uma espécie de Begonia, nativa do Camarões.